# Mariaesthela Vilera
Mariaesthela Vilera (nascida em 26 de dezembro de 1988, em Valle De La Pascua) é uma ciclista venezuelana. Competiu nos Jogos Pan-Americanos de 2015.